# Paul Müller (ishockeyspelare)
Paul "Putzi" Müller, född 22 februari 1896 i Davos i Graubünden, död 1974, var en schweizisk ishockeyspelare. Han var med i det schweiziska ishockeylandslaget som kom på delad sjunde plats i de olympiska vinterspelen 1924 i Chamonix.